# Gävle garnison
Gävle garnison var en garnison inom svenska Försvarsmakten som verkade i olika former åren 1847–1997. Garnisonen låg i stadsdelen Kungsbäck i Gävle, i nära anslutning till europavägen E4.

## Historik
Garnisonen i Gävle har sin rötter från dom militärstaber som under 1800-talet var förlagda till Gävle. År 1847 förlades staben för 5. militärdistriktet till Gävle. År 1889 omorganiserades staben till 6. militärdistriktet och 1893 till 6. arméfördelningen. År 1894 flyttades staben till Härnösand. Staden blev dock inte utan militäranknytning, då militärskolan för 6. arméfördelningen förlades till Gävle. Även Hälsinge regementes expedition var förlagd i Gävle sedan 1882 på flera olika adresser.
När Gävleborgs försvarsområde bildades förlades staben till Stadshuset på Norra Rådmansgatan 6 i Gävle. Från den 1 oktober 1945 förlades staben till Grand hotell på Kyrkogatan 28B. Den 13 maj 1955 förlades staben till Drottninggatan 26. Från den 1 maj 1970 flyttades staben till stabsbyggnaden "Wall" vid regementet i Kungsbäck. Försvarsområdesstaben hade även viss verksamhet fram till 1970 vid Hattmakargatan 7, vilken då övertogs av Länsarbetsnämnden. Sedan 1998 utgörs den militärs närvaron i Gävle av Gävleborgsgruppen, vilka har sina expeditioner på delar av det gamla förrådsområdet i Kungsbäck. 

## Kungsbäck
Men genom 1901 års härordning fastställdes att tillgång till trupp skulle regleras genom allmän värnplikt, vilket bland annat resulterade i att infanteriregementena utökades med en bataljon och kom att omfatta tre infanteribataljoner. I härordningen beslutades även att samtliga regementet skulle förläggas till nyuppförda kasernetablissement knutna och uppförda i städer, jämfört mot mötesplatserna som låg på hedar utanför städerna. Gällande förläggning av Hälsinge regemente uppstod det en debatt om platsen för regementets förläggning. Förutom Gävle, så var Bollnäs, Hudiksvall, Storvik och Söderhamn tilltänkta orter. Men även Mohed, där regementet hade sin mötesplats, var med i debatten. Ingen av orterna kunde dock göra sig gällande med det som Gävle erbjöd som förläggningsort. Därmed avslog Kungl. Maj:t alla framställningar från de landskommuner och stadsfullmäktige som inkommit från olika orter i Gävleborgs län. Mohed i Hälsingland till Gävle i Gästrikland. Den 10 juni 1904 beslöts att förhandlingar skulle inledas med Gävle stad om villkoren för regementets förläggning där. I Gävle var det två förslag som utreddes som blivande kasernområde, kungsladugården Vall samt egendomen Kungsbäck, dels förläggning till Militärskolan på Valbogatan. I oktober 1904 beslöt Gävle stad att godta Kronans föreslagna villkor för en förläggning väster om staden. Staden kom därmed att köpa in egendomen Kungsbäck och genom särskilda avtal i december 1904 och mars 1905 förband sid staden till att med fulläganderätt överlämna området för regementets kasernering i Gävle.
Arkitekten Erik Josephson från arméförvaltningen fick i uppdrag att rita kasernerna och byggnaderna för regementet. Kasernerna uppfördes efter 1901 års härordnings byggnadsprogram efter Fortifikationens typritningar för infanterietablissemang. Totalt omfattade kasernområdet med omgivande övningsområdet ett 90-tal byggnader. Den 23 augusti 1908 hölls en ceremoni vid mötesplatsen, detta då regementet skulle flytta in i ett nyuppfört kasernetablissement i Gävle. Den 29 januari 1909 började regementet flytta in de nya kasernerna i Kungsbäck. Och den 15 februari 1909 var hela regementet på plats. Den 13 april 1909 överlämnades genom en ceremoni kasernetablissemang till regementet. Året därpå anlades Regementsparken in till regementet. År 1911 uppfördes Soldathemmet med Soldatkyrkan som har en kopia, dock i mindre storlek, av Ljusdals kyrkas stapel.
Efter att den militära grundutbildningen upphörde och att kasernerna blivit överflödiga såldes de till Akademiska Hus. Åren 1995–1996 totalrenoverades området och utgör därefter campus för Högskolan i Gävle. Regementets- och försvarsområdesstaben övertog den byggnad som tidigare inhyst regementets sjukhus. Efter att regementet avvecklades helt i december 1997, övertogs även den fastigheten av Högskolan i Gävle. Från kasernetablissemang 1998 behölls ett mindre antal byggnader, bland annat byggnad 64, Frivillighuset (dåvarande HV/Friv-avd inom Fo 21) och gamla SFD där idag Gävleborgsgruppen är lokaliserad och utbildar soldater för hemvärnet samt HV/Insatspluton i Hälsingland och Gästrikland. Regementets officersmässen återfinns sedan 1994 i det gamla soldathemmet.

## Norrmalm

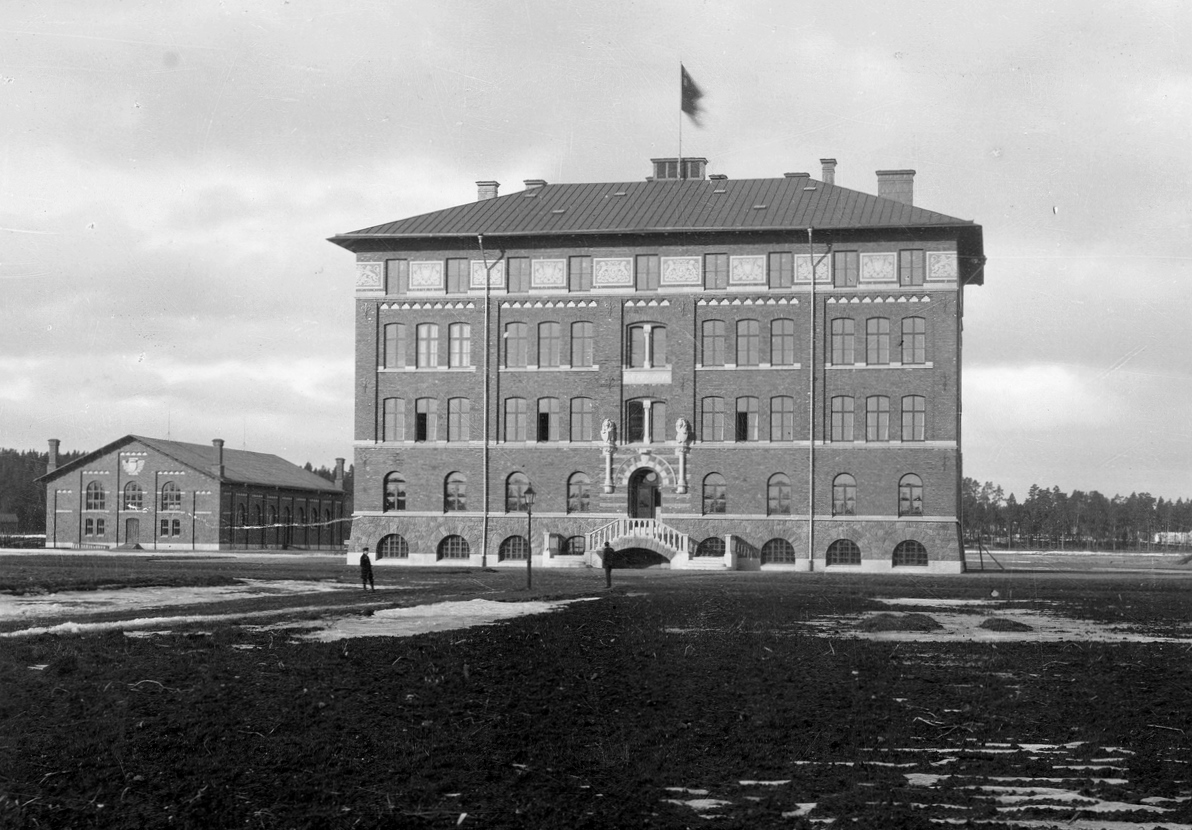
Militärskolan (nu Borgarskolan) vid 1901 års utställning.

Åren 1894–1895 uppfördes en byggnad som militärskola på Norrmalm för 6. arméfördelningen. Skolans personal bestod av befäl och manskap kommenderad från infanteriregementen inom arméfördelningen.
Skolan ritades av arkitekten Erik Josephson och originalritningarna till skolan hänger målade i akvarellfärger inom glas och ram i skolans expedition. Från den militära tiden har skolan såväl till det yttre som inre militära drag av tyngd och kraft. På båda sidor om huvudingången finns en kolonett med en vacker kapitäl. På kapitälerna står två sköldbärande lejon. Den 6 november 1994 förstördes det gamla skolhuset i en brand. En person dömdes mot sitt nekande till sex års fängelse för grov mordbrand. Ytterväggarna klarade sig dock och skolan renoverades.

## Marma läger
Även om Marma skjutfält är ett militärt övningsområde i närheten av tätorten Marma i Uppsala län, tre mil söder om Gävle, så kom skjutfältet att förvaltas av Hälsinge regemente åren 1963–1997. Skjutfältet och dess läger invigdes den 19 augusti 1881 och tillhörde och förvaltades åren 1880–1963 av Svea artilleriregemente. När Svea artilleriregemente flyttade till Linköpings garnison övergick förvaltningen av fältet till infanteriet och Hälsinge regemente. Från 1998 blev Upplands flygflottilj i Uppsala ny huvudman fram till flottiljens nedläggning. Sedan den 1 januari 2004 förvaltar Livgardet skjutfältet.

## Minnesstenar och minnesmärken
| Bild | Minnessten                                                                            | Koordinater                                             | Kort beskrivning |
| ---- | ------------------------------------------------------------------------------------- | ------------------------------------------------------- | --- |
|      | Hälsinge regemente                                                                    | 60°40′05″N 17°07′10″E / 60.6681°N 17.1194°E             | Minnessten över Hälsinge regemente i Regementsparken i Gävle. |
|      | Hälsinge regemente                                                                    | 60°40′13.82″N 17°07′20.66″Ö / 60.6705056°N 17.1224056°Ö | Minnessten över Hälsinge regemente vid Soldathemmet, Gävle |
|      | Svea Ingenjörkårs vägbygge 1911 Bönan                                                 | 60°44′47″N 17°19′25″Ö / 60.74639°N 17.32361°Ö           | Minnesmärke uppfört år 1911 av Svea Ingenjörkår |
|      | 1808 Minnessten över stupade soldater på Limön, Gävle                                 | 60°43′1.18″N 17°20′20.32″Ö / 60.7169944°N 17.3389778°Ö  | Minnesmärke av sten rest den 12 juni 1916 av Gävle Landstormsförening |
|      | Minnessten över indelte soldaten Johan Erik Gadd                                      | 60°39′34″N 17°06′14″Ö / 60.65944°N 17.10389°Ö           | Stenen är rest till ett minne av indelte soldaten nr 31 Gadd vid Hälsinge regementes Forsa kompani. Gadd gjorde sin sista tjänst vid regementet i maj 1939. Den 24 maj körde Gadd med häst och vagn på regementets övningsfält. På den plats där stenen står segnade han plötsligt ned död. Gadd blev 68 år. |
|      | Gravsten på Nya kyrkogården – Skogskyrkogården                                        | 60°40′32″N 17°06′17″Ö / 60.67556°N 17.10472°Ö           | Gravstenen uppsattes år 1930 av Hälsinge regemente på initiativ av dåvarande regementschefen överste Stålhane. |
|      | Minnessten med kungliga namnteckningar vid Hälsinge regementes översteboställe i Vall | 60°40′10.70″N 17°06′49.59″Ö / 60.6696389°N 17.1137750°Ö | Stenen, natursten, restes i samband med regementets 300-årsjubileum den 12 juli 1924. Konung Gustav V gästade då regementet. Efter högtidligheter i Regementsparken besökte konungen överstebostället på Vall och skrev sitt namn på stenen                                                                  |
|      | Minnesmärke över ryska härjningar 1719 på Fredriksskans i Gävle                       | 60°41′27.40″N 17°12′57.67″Ö / 60.6909444°N 17.2160194°Ö | År 1892 överläts Fredriksskans till Gävle stad, som för sin hamnbyggnad lät riva skansen 1902. På dess plats uppställdes en 4,5m hög minnessten i röd Norrtäljegranit med inskrift under en i brons gjuten reliefbild av skansen. Den avtäcktes 1905.                                                        |